# Hernando de Soto (ekonomista)
Hernando de Soto Polar (ur. 2 czerwca 1941 w Arequipie) – peruwiański ekonomista, uznawany za jednego z najwybitniejszych ekonomistów latynoamerykańskich, czołowy przedstawiciel współczesnego instytucjonalizmu – szkoły myśli ekonomicznej, według której sposób organizacji społeczeństwa ma kluczowe znaczenie dla jego rozwoju gospodarczego.
W latach 90., doradzając prezydentowi Albertowi Fujimoriemu, doprowadził do skutku szereg liberalnych reform ekonomicznych w rodzinnym Peru. Był także szefem tamtejszego banku centralnego. Stworzony przez de Soto Instytut Wolności i Demokracji (ILD) doradzał rządom krajów rozwijających się na całym świecie. Autor książek m.in. „Inny szlak” (wyd. pol. 1991) i „Tajemnica kapitału” (wyd. pol. 2002).